# Meet Me in Miami
Meet Me in Miami es una película neozelandesa de 2005 dirigida por Eric Hannah e Iren Koster y protagonizada por Carlos Ponce, Tara Leniston, Eduardo Verástegui y Ayşe Tezel. El filme recibió críticas positivas a pesar de su limitado lanzamiento.

## Sinopsis
Luis tenía 12 años cuando conoció a Julia. Se encontraba en un hotel con su familia mientras estaba de vacaciones y cuando conoció a Luis, la conexión fue instantánea. Pasaron el verano juntos, riendo, jugando y deseando que nunca terminara. Cuando finalmente llegó el momento de que Julia regresara a su Nueva Zelanda natal, los dos hicieron la promesa de encontrarse en la fuente en la misma época del año. Ahora, diez años después, Luis finalmente decide que es hora de poner a prueba el destino. Arrastrando a su mejor amigo Eduardo, se embarcan en un avión a Nueva Zelanda decididos a encontrar a Julia y recuperarla.

## Reparto
- Tara Leniston es Julia.
- Carlos Ponce es Luis.
- Eduardo Verástegui es Eduardo.[2]
- Ayşe Tezel es Annie.
- Cástulo Guerra es Miguel.
- Richard Yniguez es Julio.
- Katherine Hawkes es Ángel.
- Kamala López-Dawson es Marta.
- Sarah Thomson es Jennifer.